# Sons of Liberty (mini-série)
Sons of Liberty est une mini-série télévisée historique américaine créée par Stephen David et David C. White. Elle a été diffusée sur History du 25 au 27 janvier 2015.

## Synopsis
Le destin de Sam Adams, John Adams, Paul Revere, John Hancock et Joseph Warren, les pères fondateurs des États-Unis d'Amérique...

## Fiche technique
- Titre original : Sons of Liberty
- Création : Stephen David (en) et David C. White (en)
- Réalisation : Kari Skogland (les 3 épisodes)[2]
- Scénario :
- Musique : Hans Zimmer
- Sociétés de production : Stillking Films
- Sociétés de distribution :
- Pays d'origine :  États-Unis
- Lieu de tournage :
- Langue originale : anglais
- Format :
- Genre : Historique
- Durée : 86 minutes

## Distribution
- Ben Barnes : Samuel Adams[3]
- Marton Csokas : General Thomas Gage[3]
- Ryan Eggold : Joseph Warren[3]
- Michael Raymond-James : Paul Revere[3]
- Rafe Spall : John Hancock[3]
- Henry Thomas : John Adams[3]
- Jason O'Mara : George Washington
- Dean Norris : Benjamin Franklin[3]
- Emily Berrington : Margaret Kemble Gage[3]
- Kevin Ryan : John Pitcairn
- Steve Guttenberg : Jack Bonner
- Shane Taylor : Thomas Preston (en)
- Jimmy Akingbola : Peter Salem[4]

## Épisodes
- A Dangerous Game
- The Uprising
- Independence